# Archidiecezja Resistencia
Archidiecezja Resistencia (łac. Archidioecesis Resistenciae) – archidiecezja Kościoła rzymskokatolickiego w Argentynie.

## Historia
3 czerwca 1939 roku papież Pius XII bullą Ecclesiarun Omnium Cura erygował diecezję Resistencia. Dotychczas wierni z tym terenów należeli do diecezji (obecnie archidiecezji) Santa Fe.
11 lutego 1957 roku diecezja utraciła część swojego terytorium na rzecz nowo powstającej diecezji Formosa, zaś 12 sierpnia 1963 roku na rzecz diecezji Presidencia Roque Sáenz Peña.
28 lutego 1984 roku decyzją papieża Jana Pawła II wyrażoną w bulli Ad perpetuam memoriam diecezja została podniesiona do rangi archidiecezji metropolitalnej.

## Ordynariusze

### Biskupi
- Nicolás de Carlo (1940 - 1951)
- Enrique Rau (1954 - 1957)
- José Agustín Marozzi (1957 - 1984)

### Arcybiskupi
- Juan José Iriarte (1984 - 1991)
- Carmelo Juan Giaquinta (1993 - 2005)[2]
- Fabriciano Sigampa (2005 - 2013)[3][4]
- Ramón Alfredo Dus (od 2013)[4]